# Ludwig Roselius (Unternehmer)

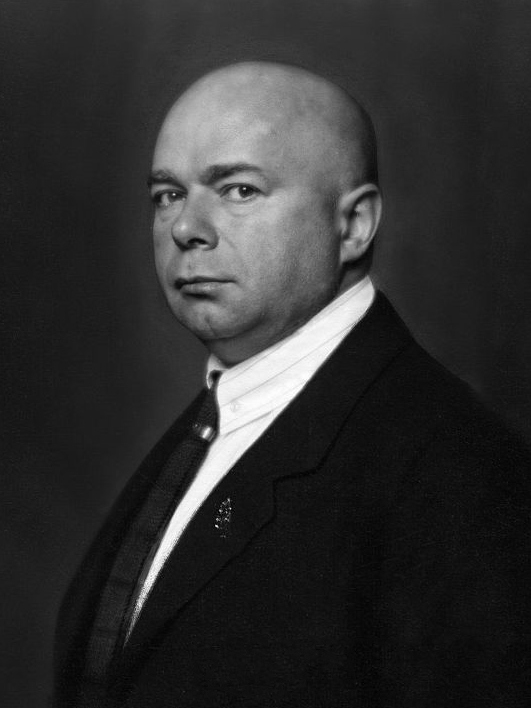
Ludwig Roselius um 1905 auf einer Fotografie von Nicola Perscheid

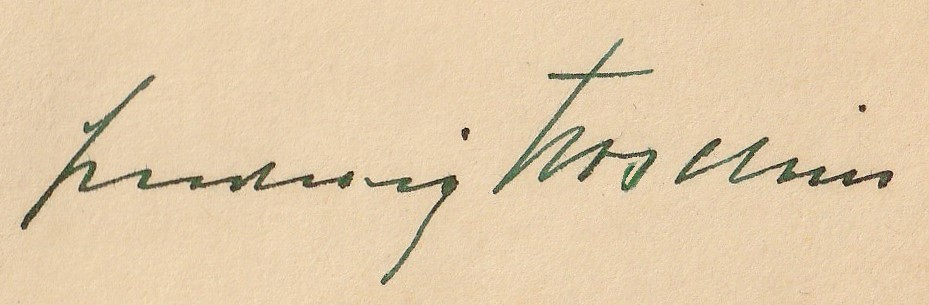
Ludwig Roselius Unterschrift

Ludwig Gerhard Wilhelm Roselius (* 2. Juni 1874 in Bremen; † 15. Mai 1943 in Berlin) war ein Kaffeehändler und Gründer der Bremer Firma Kaffee Hag. Als Mäzen förderte er Künstler wie Paula Modersohn-Becker und Bernhard Hoetger und baute die Böttcherstraße in Bremen als Kunstwerk auf.

## Biografie
Roselius war das zweite Kind des Bremer Kaufmanns und Kaffee-Importeurs Dietrich Friedrich Rennig Roselius (1843–1902). Sein Bruder war der Kaufmann Friedrich Roselius (1876–1941), sein Neffe der Kommunikationswissenschaftler und Autor Ernst Roselius. Seine Cousine war die Pädagogin Marie Roselius (1869–1951) und seine Tochter die Zeichnerin und Schriftstellerin Hildegard Roselius (1901–1963).
Er absolvierte von 1890 bis 1893 eine Lehre in der Kolonialwaren-Großhandlung von Ernst Grote in Hannover, der ein Geschäftsfreund seines Vaters war. Anna Grote als zweite Tochter von Ernst Grote heiratete Roselius 1899. 1894 war Roselius in das väterliche Geschäft Roselius & Co. in Bremen eingetreten. Einige Jahre später wurde er zum Teilhaber des Unternehmens, das zunächst neben Kaffee auch Kolonialwaren führte. Roselius junior weitete das Geschäft aus; 1901 wurde eine Filiale in London gegründet, 1902 eine weitere in Utrecht, 1903 folgte die Übernahme der Firma Friedrich Baur in Hamburg und 1905 die Gründung einer Zweigstelle in Wien.

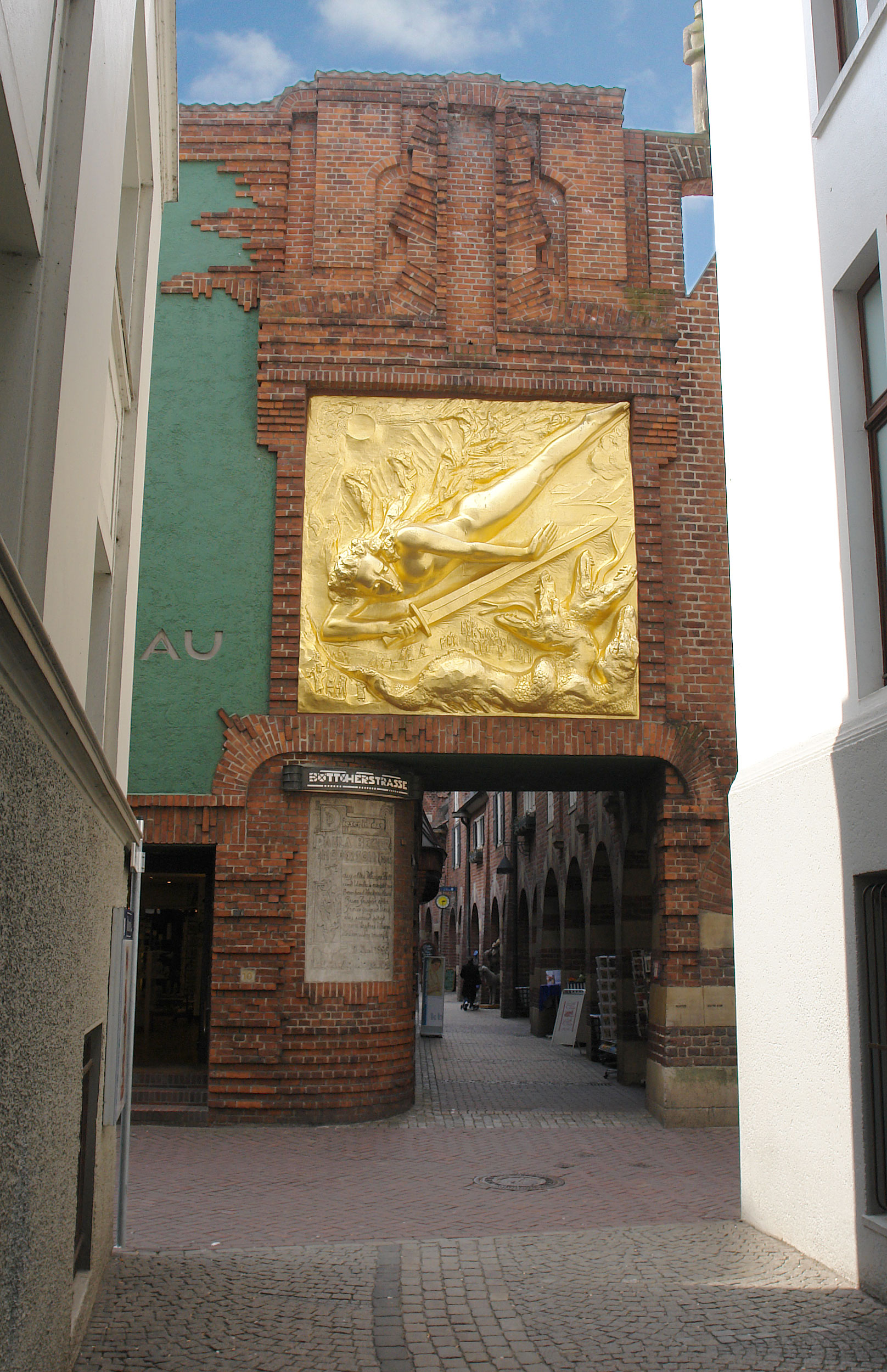
Der Eingang zur Böttcherstraße

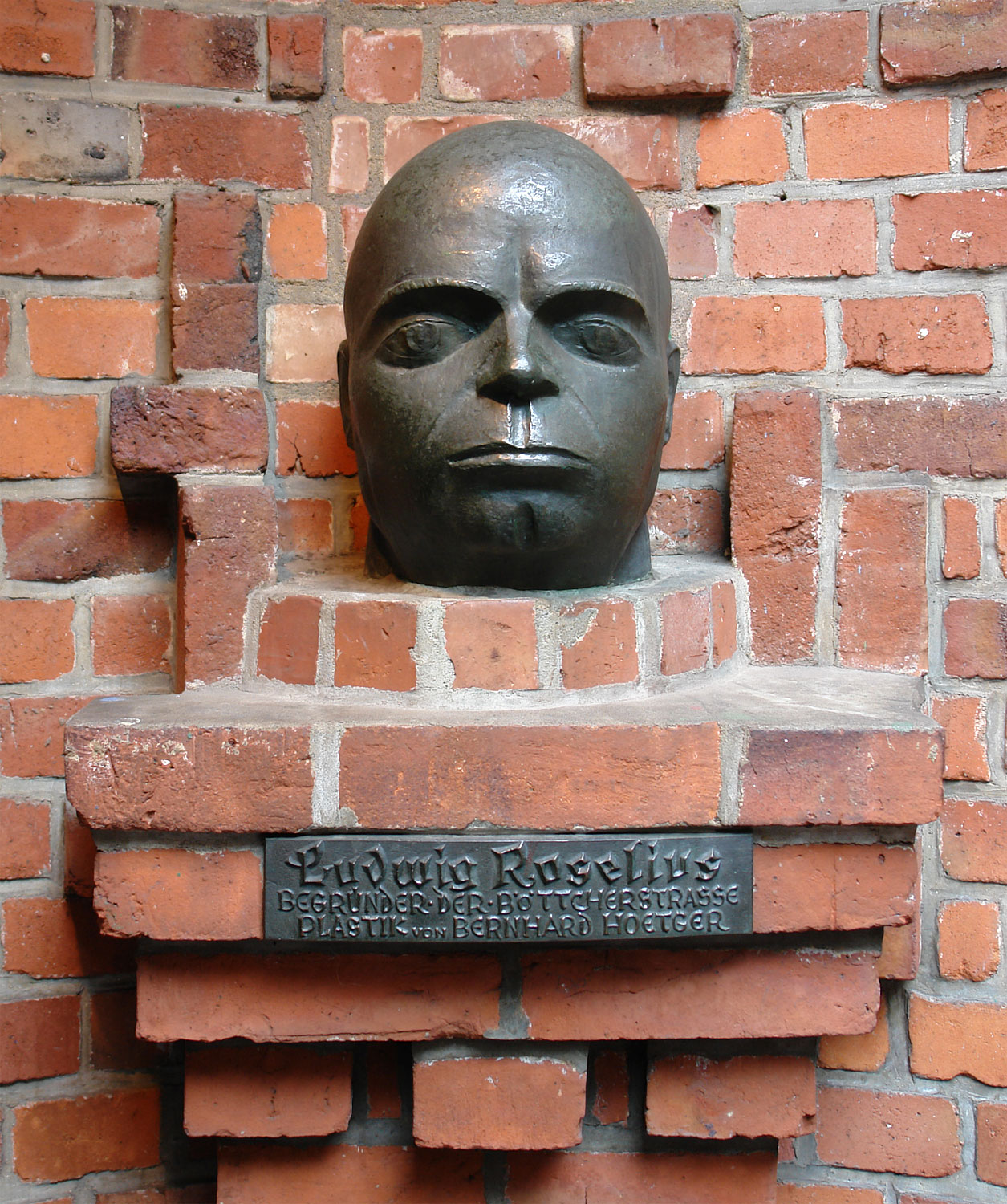
Büste von Ludwig Roselius in der Böttcherstraße.
(Bernhard Hoetger, 1922)

Als Roselius senior im Alter von 59 Jahren unerwartet starb, führten die Ärzte das vor allem auf starken Koffeingenuss zurück. Sein Sohn beschäftigte sich daraufhin intensiv mit der Wirkung des Kaffees und seiner Bestandteile auf die Gesundheit. Er entwickelte nach umfangreichen eigenen Forschungen ein Verfahren, um Kaffeebohnen das Koffein zu entziehen. Da sich der Bremer Kaffeehändler Christian Detlefsen ebenfalls mit diesem Thema beschäftigte, kam es ab 1904 zu einer Zusammenarbeit. Weil sich der Erfolg nicht gleich einstellte, gab Detlefsen jedoch wieder auf. So machte Roselius allein weiter und ließ sich 1906 sein Verfahren patentieren.
In Bukarest unterhielt der deutsche „Kaffeekönig“ Roselius bei Ausbruch des Ersten Weltkriegs 1914 ein „Korrespondenzbureau“, über das vielfältige Propaganda- und auch sonstige Aktivitäten liefen, die darauf hinzielten, den Kriegseintritt Rumäniens auf der Ententeseite zu verhindern bzw. zumindest zu verzögern. Gerade im Zeitraum von April bis Juni 1915 waren die Roselius’schen Aktivitäten besonders rege und verzögerten den bereits damals drohenden rumänischen Kriegseintritt gegen Deutschland um annähernd ein Jahr. Roselius wandte dazu beachtliche finanzielle Mittel aus dem eigenen Vermögen auf und arbeitete eng auf dem Gebiet der Militärspionage gegenüber Rumänien mit dem deutschen militärischen Geheimdienst IIIb zusammen. Doch nicht allein auf Rumänien erstreckten sich damals die geheimdienstlichen Aktivitäten von Ludwig Roselius, sondern fast auf die gesamte Balkanhalbinsel inklusive Serbien, Makedonien und Bulgarien und auch auf das russische Bessarabien. Gemeinsam mit seinem Duzfreund, dem deutschen Großindustriellen Reinhard Mannesmann jun., befasste sich Roselius zur selben Zeit zusätzlich mit der Aufstellung einer mehrtausendköpfigen „Makedonischen Legion“, die auf dem Balkan im deutschen Interesse zum Einsatz kommen sollte.
Roselius arbeitete im Verlauf des Sommers und Herbstes 1915 sein geopolitisches Programm aus, dass auf die Aufteilung großer Teile der Welt zwischen dem deutschen und dem britischen Reich zielte. Deutschland müsse sich auf einer strategischen Linie von Antwerpen bis zu den Dardanellen festsetzen. Mit England sei Frieden zu schließen, dagegen müsse Russland weitgehend zerschlagen werden und die „russische Rasse“ in einzelne Gruppen aufgespaltet werden, die dann allesamt von Deutschland abhängig sein würden. Am 17. Juli 1915 präsentierte er sein Ideenpaket im Hotel Adlon auf Einladung des Vorsitzenden des Bundes der Industriellen Heinrich Friedrichs.
1917 wurde er zum Generalkonsul von Bulgarien mit Dienstsitz in Bremen ernannt.
Politisch konservativ stand Roselius dem Nationalsozialismus positiv gegenüber und unterstützte Adolf Hitler, den er 1922 privat in Bremen getroffen hatte. Das von ihm verfolgte völkisch bzw. nordisch-germanische Gedankengut mit seinem Glauben an den unersetzlichen Wert der nordisch-niederdeutschen Rasse unter dem Einfluss der Ideologen Julius Langbehn und Herman Wirth fand aber nur teilweise dessen Zustimmung. Die Böttcherstraße sollte diese Ideenwelt veranschaulichen (Roselius: „Die Wiedererrichtung der Böttcherstraße ist ein Versuch, deutsch zu denken.“)
Wie schwer die Persönlichkeit Roselius’ einzuordnen ist, macht ein Artikel von Alfred Faust aus dem Jahr 1924 deutlich. Faust schrieb u. a.:
„Er ließ sich von verschuldeten Königen und von notleidenden Kommunisten anpumpen; er korrespondierte mit dem Hakenkreuz-Grafen Reventlow und mit dem Juden Rathenau, mit Wilson und König Ferdinand, mit Stresemann und Kakowski (als die rumänischen Delegierten vom Internationalen Hamburger Sozialistenkongreß zurückkehrten, besuchten sie nicht die Partei, sondern Roselius). Hatte er in Holland Geschäfte, so lud ihn der tennisspielende Exkronprinz zu sich, und als er in Bremen zurück war, lud er den roten Präsidenten Ebert zu Gast. Der Sozialdemokrat und Bodenreformer Emil Felden war ihm ein ebenso erwünschter Gesprächspartner wie der deutschnationale Hilfstrompeter Freiherr v. Hünefeldt.“
Roselius war Mitglied der nationalsozialistischen Akademie für Deutsches Recht und förderndes Mitglied der SS. Der Reichsminister für Volksaufklärung und Propaganda Joseph Goebbels berief Roselius im Oktober 1933 in den Verwaltungsrat des Werberats der deutschen Wirtschaft.
Zwar erklärte Hitler auf dem Reichsparteitag am 9. September 1936, dass „der Nationalsozialismus diese Art von Böttcherstraßen-Kultur schärfstens“ ablehne; dennoch war Roselius 1937 Ehrengast bei der Eröffnung der Großen Deutschen Kunstausstellung im Münchner Haus der Deutschen Kunst.
1936 wurde in einer Besprechung im Reichsluftfahrtministerium über einen neuen Aufbau der Firma Focke-Wulf verhandelt. Roselius hielt damals 30 % der Aktien und sollte nach der Neuordnung ausscheiden. Das Reich sollte die Hälfte der neuen Anteile in Höhe von 5 Mio. RM erhalten, die andere Hälfte ein Elektro-Konzern. Dabei wurde prognostiziert, dass mit steigenden Auftragszahlen für die Firma zu rechnen sei.

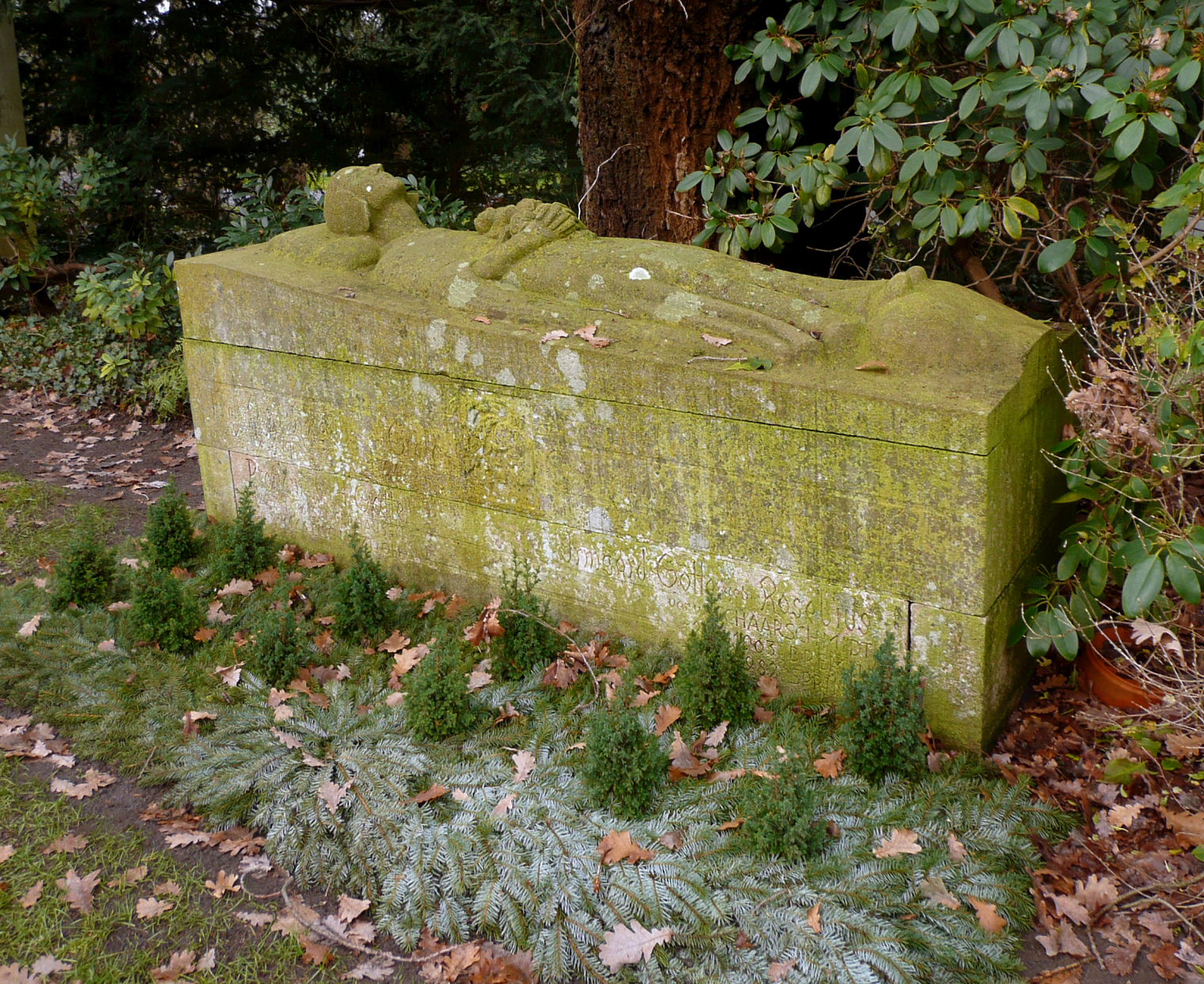
Grabstätte von Ludwig Roselius auf dem Stadtfriedhof Engesohde in Hannover, beigesetzt auf der Grabstätte des hannoverschen Kaffeehändlers Ernst Grote (1845–1927), Grabmal von Bernhard Hoetger

Barbara Goette war die engste Vertraute von Roselius und pflegte ihn bis zu seinem Tode im Hotel Kaiserhof (Berlin). Sie trat als seine  Sekretärin auf. Nach einer Rede Hitlers von 1936 soll Roselius beabsichtigt haben, sich das Leben zu nehmen. Goette soll Hitler vom Einfluss Roselius’ in der Weltwirtschaft informiert haben. Danach erfolgte ein erheblicher Kapitalzuschuss von Roselius (über Kaffee Hag 46 %) und Sosthenes Behn (ITT Corporation bzw. Tochtergesellschaft C. Lorenz 28 %) in die Flugzeugfirma Focke-Wulf.
Roselius und Goette besuchten im Mai 1943, noch kurz vor seinem Tode, die unter Focke-Wulf-Regie stehenden französischen Flugzeugwerke und Roselius stiftete dem Bremer Entwicklungsteam als Zeichen der Anerkennung ein Clubhaus im Pariser Bois de Boulogne. Nach dem Tod Roselius’ verblieb es bei einer verfahrenen Lage in der Führung von Focke-Wulf; die energische Hand von Roselius im Hintergrund fehlte.
Roselius war Mitglied der Stiftung Haus Seefahrt, der traditionellen exklusiven Organisation führender Bremer Wirtschaftskreise, und war 1930 Schaffer der renommierten Schaffermahlzeit.
Roselius’ Grabmal befindet sich auf dem Stadtfriedhof Engesohde in Hannover, Abteilung 37G, Grabnummer 270–272.

## Schriften
Nach Ende des Zweiten Weltkrieges wurden Roselius’ Schriften [Erstes] Nordisches Thing [in der Böttcherstrasse zu Bremen] (1933/34) und das von ihm herausgegebene Fichte für heute. Aus den Schriften Johann Gottlieb Fichtes (1939) – beide erschienen im Angelsachsen-Verlag – in der Sowjetischen Besatzungszone auf die Liste der auszusondernden Literatur gesetzt.

## Unternehmerische Tätigkeit

### Kaffee HAG
Bekannt wurde Ludwig Roselius mit der Gründung der Firma Kaffee HAG im Jahr 1906.

### Holzindustrie
Roselius stieg von 1919 bis 1922 kurzzeitig in die Holzindustrie ein. Um den Abfluss der Patente und Rechte an dem von Fritz Pfleumer und seinem Bruder Hermann entdeckten Lignostone gemäß Versailler Friedensvertrag zu verhindern, finanzierte und gründete er in den Niederlanden eine Lignostone-Fabrik auf Lizenzbasis. Bereits kurz danach übernahm Hermann Röchling alle Aktivitäten zu Lignostone, die heute von der Röchling Engineering Plastics mit Sitz in Haren (Ems) betrieben wird.

### Verlagswesen
Roselius gründete im Jahr 1921 das Verlagshaus Angelsachsen-Verlag und leitete es. In dem Verlag erschienen Werbedrucksachen für die Marke und das Produkt Kaffee HAG sowie Publikationen (Bücher und Periodika) aus den Bereichen Baukunst, Bildende Kunst, Darstellende Kunst, Literatur und Nautika.

## Engagements (Auswahl)
- Förderer der Böttcherstraße in der Altstadt Bremens
- Förderer der Künstlerkolonie Worpswede
- Mitglied des Hauses Seefahrt in Bremen
- Förderer der Stiftung Schule am Meer auf der Nordseeinsel Juist[14]
- Vertrauensmann der stark musisch orientierten reformpädagogischen Schule am Meer von Martin Luserke auf Juist
- Förderndes Mitglied der SS

## Ehrungen
- Die Ludwig-Roselius-Allee in Bremen (durch die Stadtteile Vahr, Sebaldsbrück und Osterholz) wurde nach ihm benannt.
- In der Böttcherstraße in Bremen wurde 1922 eine Büste von ihm aufgestellt.

## Literarische Adaptionen
- In Tankred Dorsts Schauspiel Künstler aus dem Jahr 2007 über Heinrich Vogeler und die Worpsweder Künstlerkolonie tritt Roselius als Mäzen auf.[15]